# Cykloheptatrien
Cykloheptatrien je organická sloučenina se vzorcem C7H8, obsahující kruh se sedmi atomy uhlíku, čtyřmi jednoduchými a třemi dvojnými vazbami. Používá se jako ligand v organokovové chemii a jako stavební prvek v organické syntéze. Není aromatický, protože jeho methylenový můstek (-CH2-) není ve stejné rovině jako ostatní atomy; tuto vlastnost ovšem má jemu podobný tropyliový kation.

## Příprava

Buchnerovo rozšiřování kruhu za účelem přípravy derivátů cykloheptatrienu

Cykloheptatrien poprvé připravil Albert Ladenburg v roce 1881 rozkladem tropinu; strukturu určil Richard Willstätter roku 1901 po přípravě z cykloheptanonu.
V laboratoři lze cykloheptatrien získat fotochemicky z benzenu a diazomethanu nebo pyrolýzou aduktu cyklohexenu a dichlorkarbenu.
Podobným postupem, sloužícím k přípravě derivátů cykloheptatrienu, je Buchnerovo rozšiřování kruhu, jež začíná reakcí benzenu s ethyldiazoacetátem na příslušný ethylester norkadienu, který následně podstupuje elektrocyklické rozšiřování kruhu za vzniku ethylesteru kyseliny cyklohepta-1,3,5-trien-7-karboxylové.

Příklady derivátů cykloheptatrienu
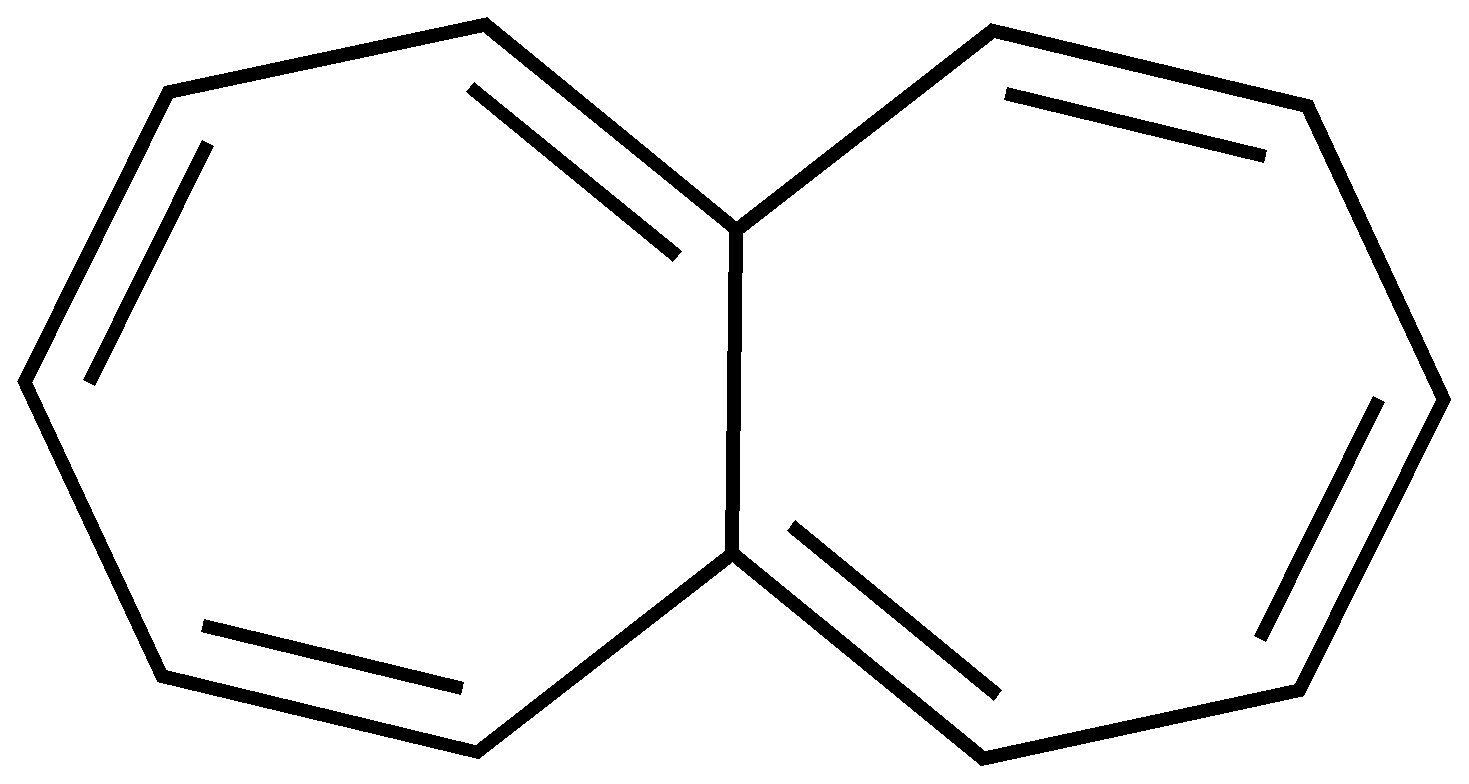
Heptalen – obsahuje dva spojené cykloheptatrienové kruhy.
Azulen – má spojený cyklopentadienový a cykloheptatrienový kruh.
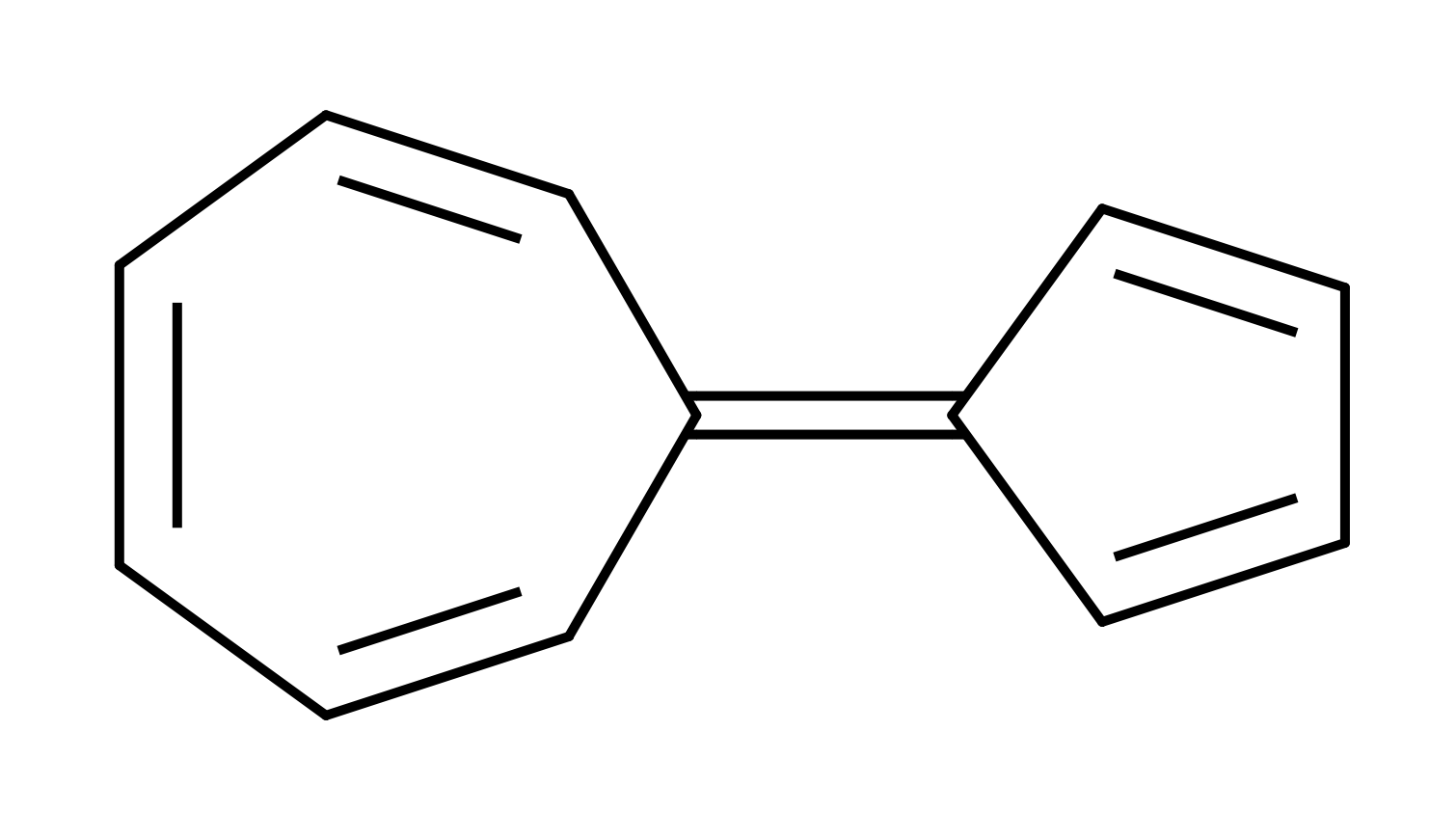
Seskvifulvalen – cyklopentadien a cykloheptatrien spojené chemickou vazbou
Elasovalen – jeden cykloheptatrienový a dva spojené cyklopentenové kruhy
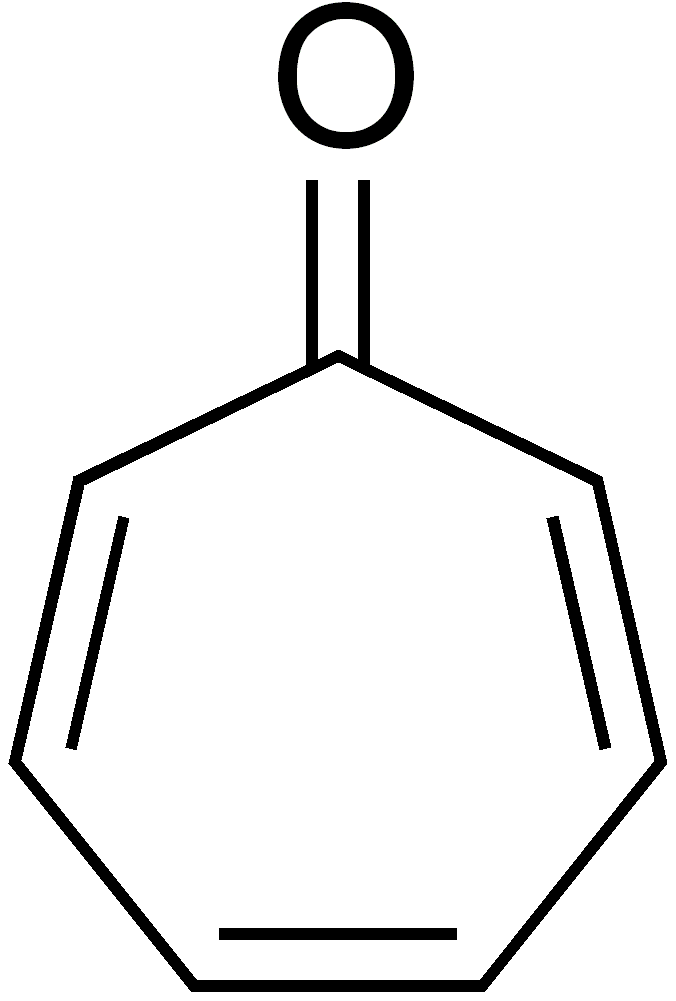
Tropon – obsahuje cykloheptatrienové jádro a karbonylovou skupinu.
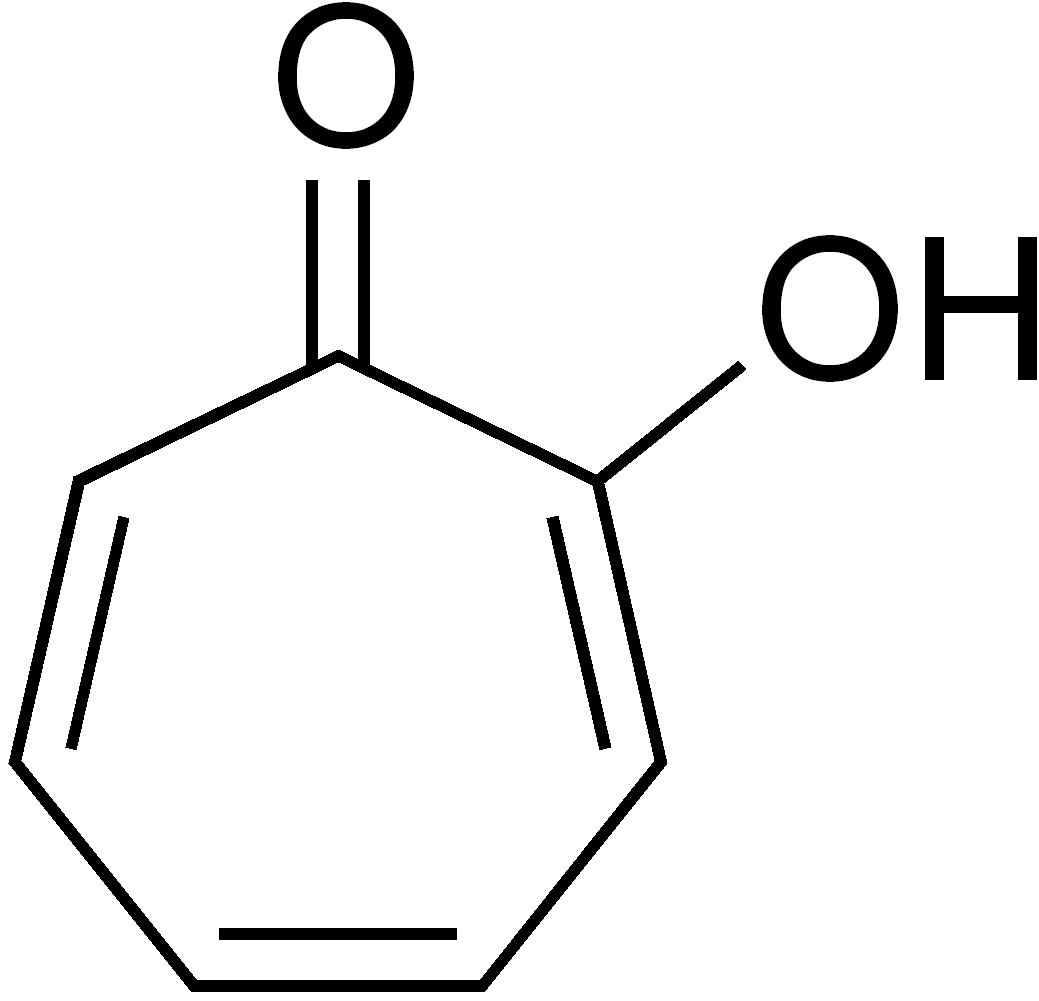
Tropolon – cykloheptatrienové jádro, karbonylová a hydroxylová skupina
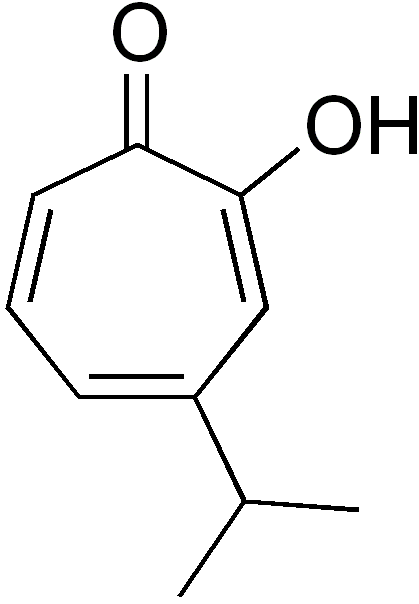
Hinokitiol – obsahující cykloheptatrienový kruh, isopropylovou, karbonylovou a hydroxylovou skupinu (isopropylcykloheptatrienolon).

## Reakce a použití
Odštěpením hydridového iontu z methylenového můstku vzniká rovinný a aromatický cykloheptatrienový kation, také nazývaný tropyliový kation. Získat jej lze pomocí chloridu fosforečného.
Cykloheptatrien může vstupovat do Dielsových–Alderových reakcí, kde funguje jako dien.
Je také známa řada komplexních sloučenin cykloheptatrienu, například Cr(CO)3(C7H8) a trikarbonyl (cykloheptatrien)molybdenu.

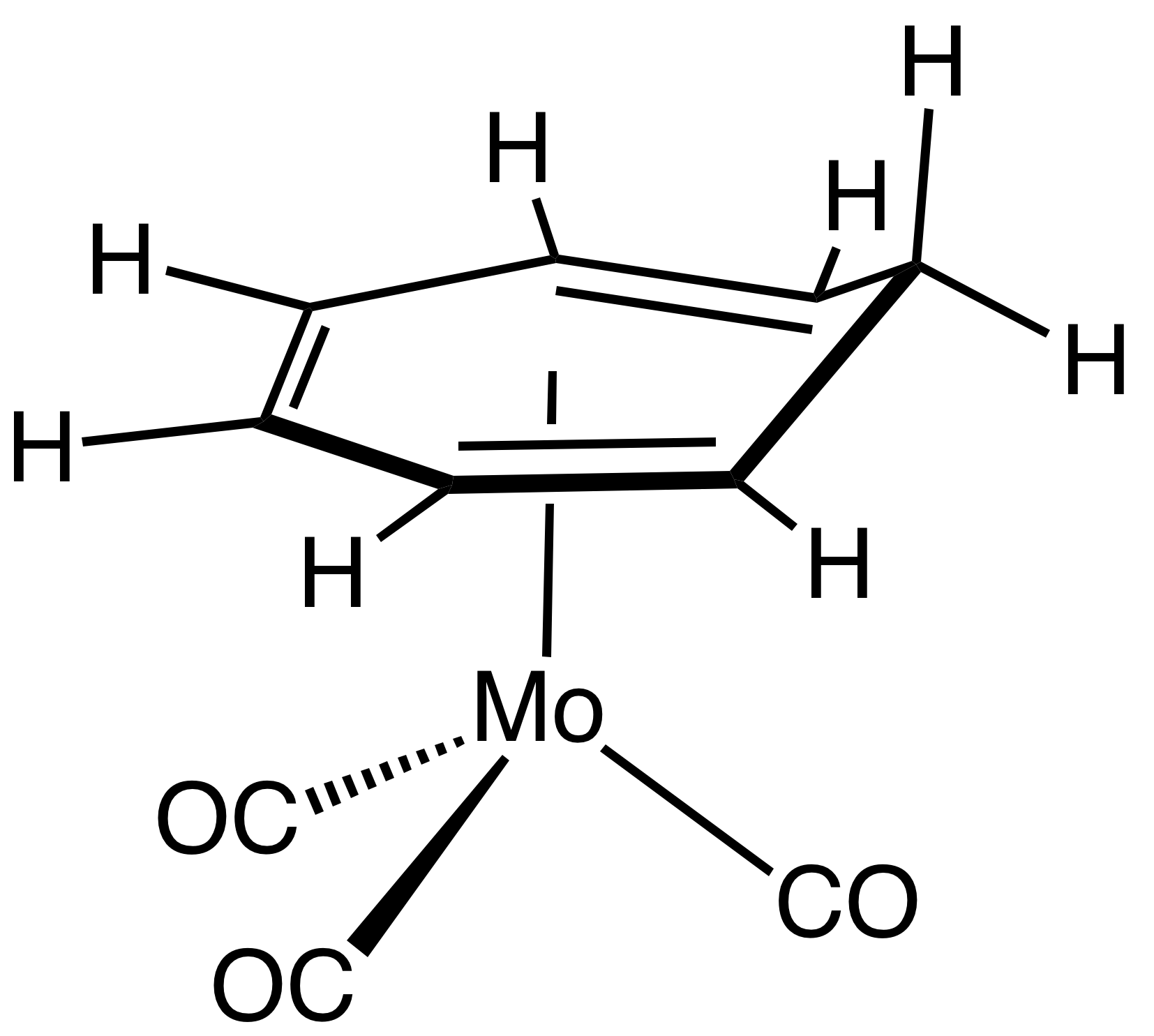
Struktura Mo(C_{7}H_{8})(CO)_{3}

Cykloheptatrien se rovněž, společně s cyklooktatetraenem, používá v barvivových laserech využívajících rhodamin 6G.